# Тольсе, Линус
Линус Ханс Тольсе (родился 27 апреля 1989 года в Нючепинге, Швеция) — шведский волейболист. Чемпион Швеции по пляжному волейболу 2019 года в паре с Виктором Йонссоном.
Линус начинал свою карьеру в местном Frisksportklubb в Нючепинге, а затем перешел в Södertelge VBK. Занимался в волейбольной гимназии Ållebergsgymnasiet в Фалькопинге в 2005—2008 годах. В 2006 году дебютировал в составе сборной. Он стал чемпионом Швеции со своей командой Falkenbergs VBK в своем первом в своём первом взрослом сезоне 2008/2009 и повторил это в следующем году.
В сезоне 2010/2011 он играл за Aquacare Halen в бельгийской лиге, после чего собирался вернуться в Фалькенберг в сезоне 2011/2012, но оказался в клубе итальянской А1 L’Umbria Volley.
В 2011 году играл за сб. Швеции в квалификационном раунде к Чемпионат Европы по волейболу среди мужчин 2011, но шведы заняли в своей группе последнее место на чемпионат не отобрались, пропустив Португалию и Нидерланды
В 2012 году всё же вернулся в Фалькеберг.
Позднее переключился на пляжный волейбол, где играет в паре с Виктором Йонссоном.
Линус Тольсе- сын известного шведского игрока, члена национальной сборной, участника Олимпийских игр 1998 года Петера Тольсе и его жены Лены.